# Círculo de Vela Sicilia
El Círculo de Vela Sicilia (Circolo della Vela Sicilia en idioma italiano y oficialmente) es un club náutico situado en Palermo, Sicilia (Italia).

## Historia
El club fue fundado 14 de mayo de 1933 y el 21 de julio de 1934 se inauguró su sede social de Punta Celesi, en el barrio de Mondello (Palermo). Pronto organizó las primeras regatas, en las que participó el que fuera rey de España, Alfonso XIII, a bordo del Hispania VII. La flota del club más destacada en sus inicios fue la Star, cuyos miembros ganaron varios campeonatos nacionales y el subcampeonato de Europa de 1935.

## Copa América
- El club presentó un desafío en la Copa América de 2013, eligiendo al equipo Luna Rossa Challenge para arbolar su grímpola.
- El 12 de junio de 2014 anunció oficialmente que volvería a presentar un equipo en la Copa América de 2017, pero el 2 de abril de 2015 anunció su renuncia por su desacuerdo con los continuos cambios en la reglamentación de los yates.
- A las pocas horas del término de la Copa América de 2017, el equipo ganador, Real Escuadrón de Yates de Nueva Zelanda, anunció que el Círculo de Vela Sicilia sería el Challenger of Record para la siguiente edición  del trofeo,[1] en la que ganó las Challenger Selection Series, perdiendo en el America's Cup match ante el defensor, el Real Escuadrón de Yates de Nueva Zelanda por 7 regatas a 3.
- Volvió a competir en la Copa América de 2024, alcanzando la final de la Copa Louis Vuitton contra el INEOS Britannia del Real Escuadrón de Yates.